# 전라중학교
전라중학교(全羅中學校)는 대한민국 전북특별자치도 전주시 덕진구 송천동2가에 있는 공립 중학교이다.

## 학교 연혁
- 1968년 3월 28일 : 전라중학교(남학교) 개교
- 1974년 7월 31일 : 전라고등학교 교지 및 교사 인수
- 1998년 3월 2일 : 여학생 신입생 입학(남녀 공학)
- 2023년 3월 1일 : 윤석진 교장 부임
- 2024년 1월 3일 : 제54회 32명 졸업(총 21,686명 졸업)
- 2024년 3월 1일 : 에코시티 이전 개교
- 2024년 3월 4일 : 전라중학교 입학식(신입생 300명)

## 참고 자료
- 전라중학교 - 한국교육학술정보원 학교알리미